# Næs jernverk

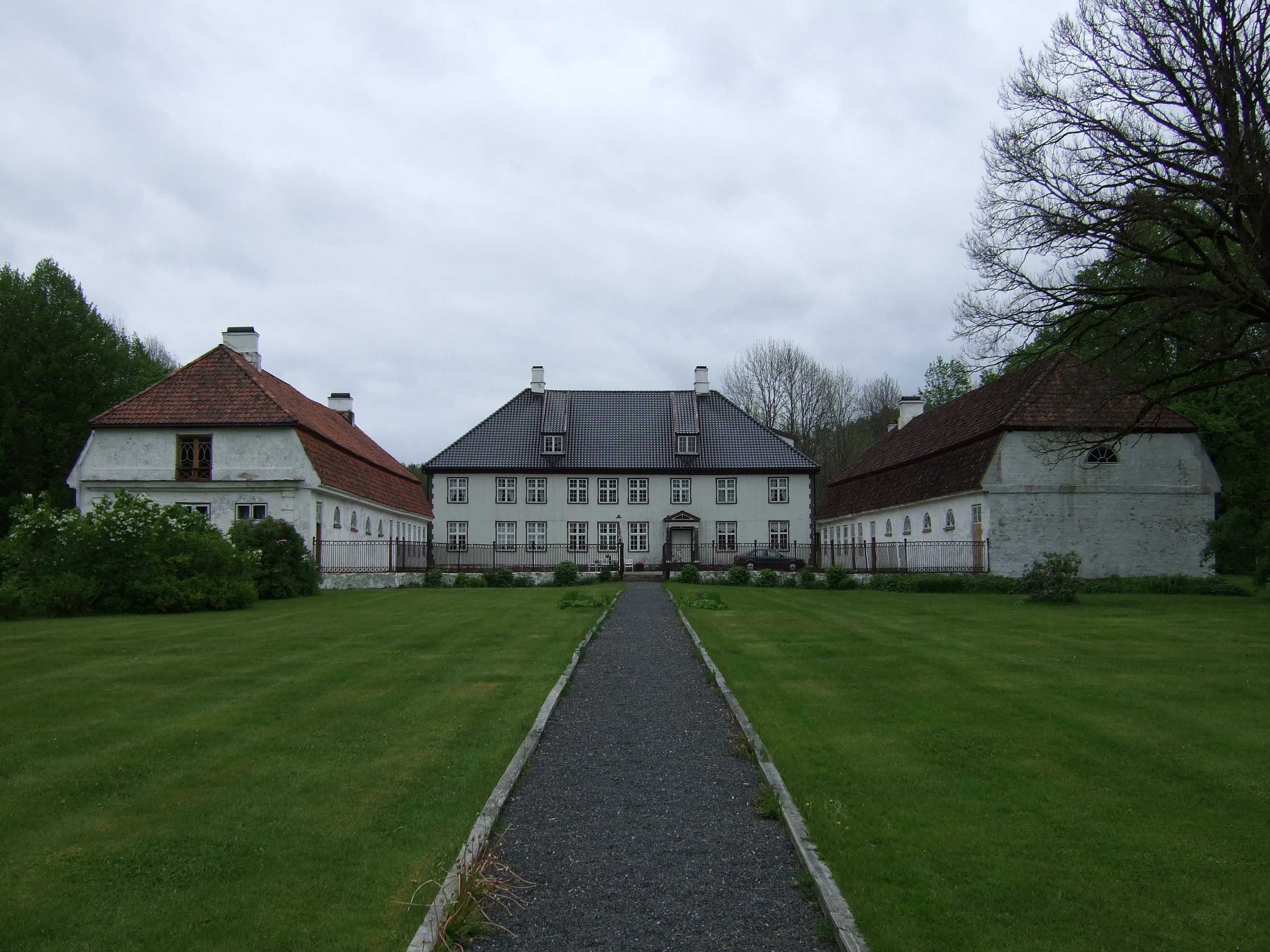
Hoofdgebouw

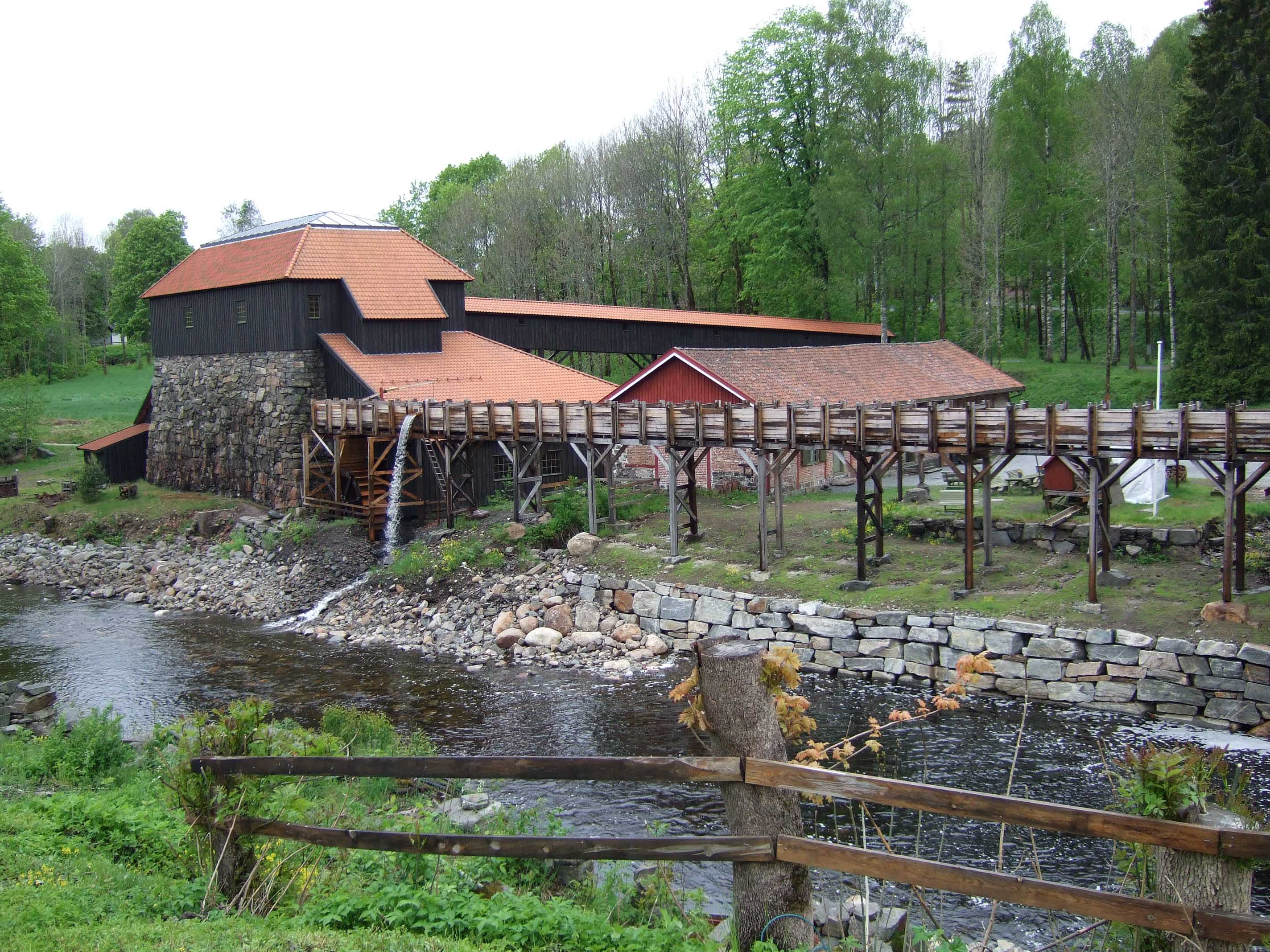
Hoogovengebouw met waterrad

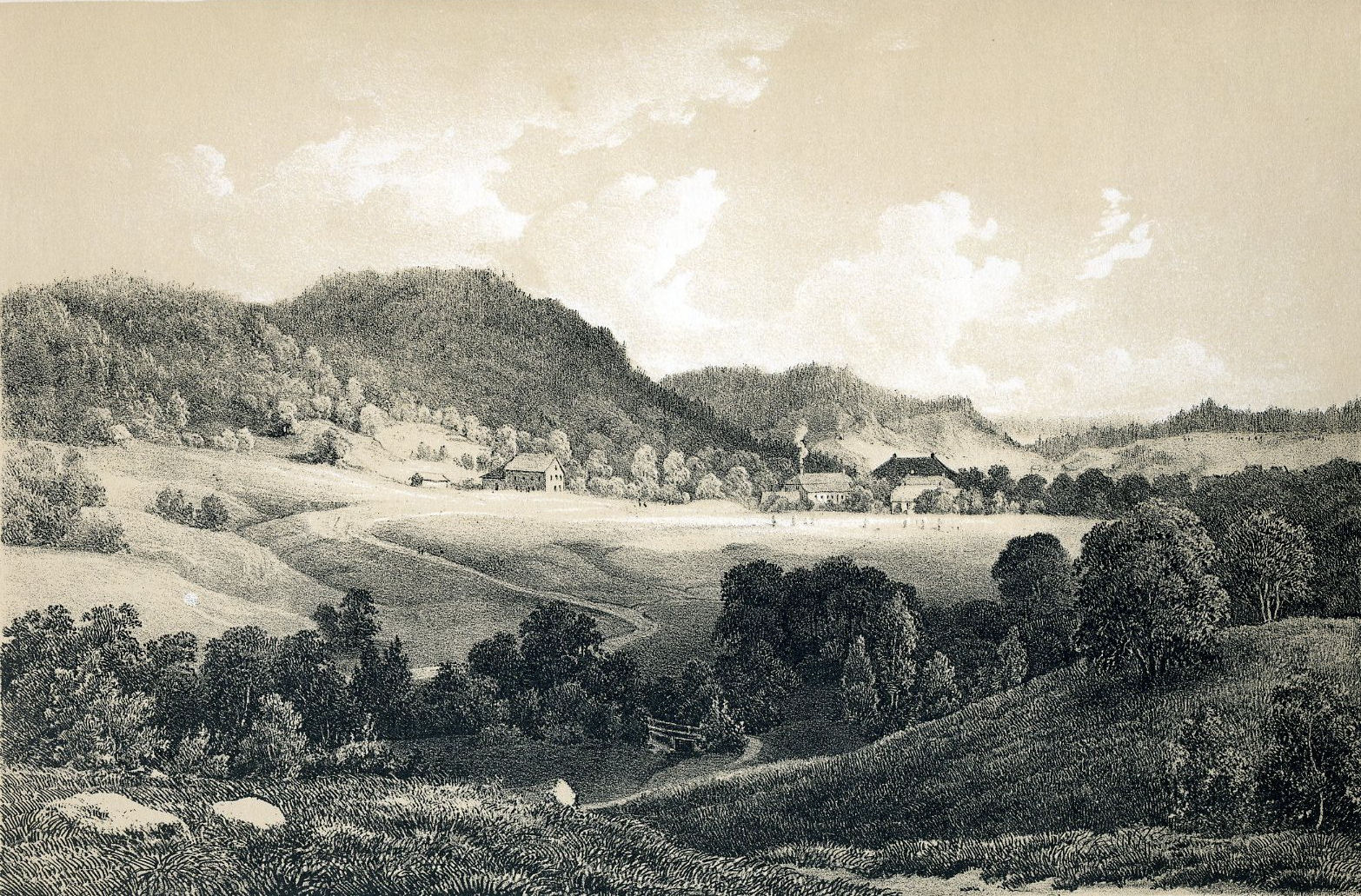
Bedrijf in 1848

Het Næs jernverk is een Noors hoogovenbedrijf in de plaats Holt in de gemeente Tvedestrand dat bestond van 1665 tot 1959.

## Geschiedenis
Het bedrijf begon in 1665 onder de naam Baaseland Værk. Dit bestond uit een hoogoven, een ijzergieterij en een smederij die daar een kilometer vandaan lag. In 1738 werden de fabrieken bijeengevoegd te Næs en ging het bedrijf Næs jernverk heten. In de jaren '50 en '60 van de 18e eeuw opereerde het bedrijf succesvol. De ertsen kwamen van inlandse mijnen, de producten werden via de haven van Tvedestrand verscheept. Als brandstof en reductiemiddel werd houtskool gebruikt, wat met behulp van het hout uit de bossen in de omgeving werd geproduceerd. Als krachtbron werd gebruik gemaakt van waterkracht, geleverd door de rivier Storelva.
In 1799 werd het bedrijf gekocht door Jacob Aall. Verbeteringen zorgden ervoor dat het bedrijf een van de beste van Noorwegen werd, en de gieterijproducten en de ovens die er werden vervaardigd waren geliefd. In 1820 had het bedrijf een eigen spaarbank en diverse sociale voorzieningen voor het personeel. In 1830 werd de capaciteit van de hoogovens verdubbeld, en nu konden ook grotere gietstukken worden vervaardigd. Zo werd in 1837 een gietijzeren brug van 19 meter lengte geproduceerd. Deze bevindt zich te Fossveit, een paar kilometer stroomafwaarts van de Storelva. In 1833 werd het standbeeld van staatsman Christian Krohg gegoten, het eerste gietijzeren monument in Noorwegen. In 1840, toen Jacobs zoon Benjamin Nicolay actief werd in de firma, veranderde deze van naam in: Jacob Aall & Søn.

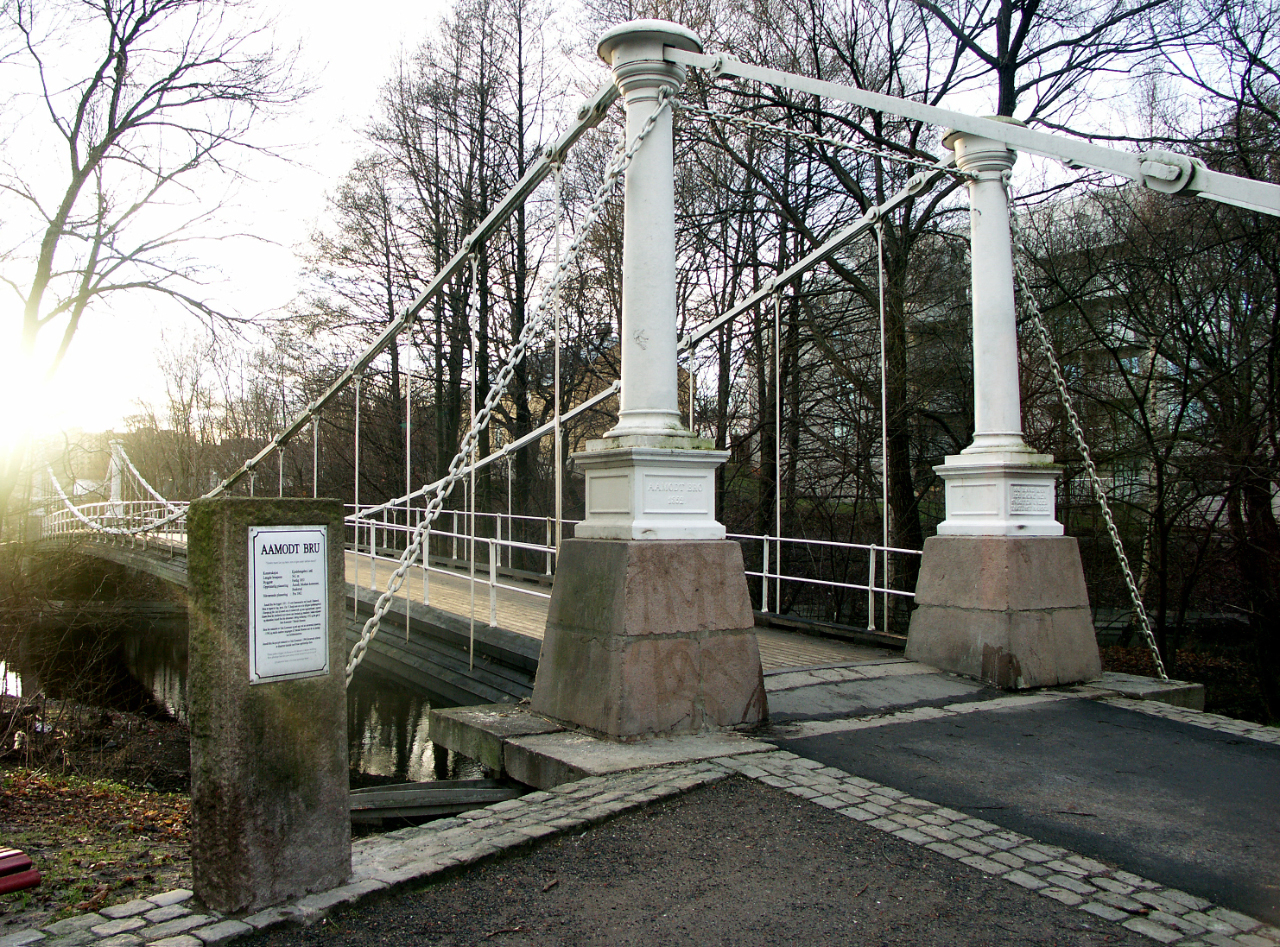
Åmotbrua

In 1851-1852 werd een gietijzeren hangbrug gebouwd, de Åmotbrua, die zich tegenwoordig in Oslo bevindt. In 1853 werd een ander hoogovenbedrijf, Egelands Verk te Eikeland, opgekocht. Hoewel rond deze tijd hoogovens opkwamen die met cokes werden bedreven in plaats van houtskool, bleef de fabriek van Aall trouw aan de oude hoogovens, maar ging zich richten op gespecialiseerde niche-producten zoals: Spijkers voor hoefijzers, assen, diverse walserijproducten, producten van gietstaal en dergelijke. Doch in 1884 ging het bedrijf failliet. Egelands Verk werd gesloten maar Næs kon worden gered dankzij een consortium waar de familie Aall nog de meerderheid van uitmaakte. Het bedrijf heette voortaan: A/S Jacob Aall & Søn. De firma omvatte, naast een hoogovenbedrijf, ook een papierfabriek, bosbouw, landbouw en mijnbouw. In 1886 werd een nieuwe, modernere, hoogoven gebouwd. Omstreeks de eeuwwisseling werkten er 400 mensen in het bedrijf. Door financiële tegenslagen moesten de hoogovens definitief sluiten in 1909.
Wat bleef was een bedrijf dat ingekocht staal verwerkte tot staaf- en plaatstaalproducten. In 1942 werd de walserij en de zagerij buiten bedrijf gesteld en wat bleef waren de smeedhamers en de machinewerkplaats. Toen door hoogwater (november 1959) de dam in de Storelva doorbrak werd het bedrijf definitief gestaakt.

## Monument
In 1966 werden de smederij, de gietstaalwerkplaats en de staalfabriek, inclusief de daar aanwezige gereedschappen en machines, werden geklasseerd als nationaal monument. De firma Jacob Aall & Søn stelde de gebouwen ter beschikking voor gebruik als museum, het Næs Jernverksmuseum.